# سیارک ۲۰۳۹۳
سیارک ۲۰۳۹۳ (به انگلیسی: 20393 Kevinlane، نامگذاری:1998MZ8) بیست هزار و سیصد و نود و سومین سیارک کشف شده‌است که در ۱۹ ژوئن ۱۹۹۸ کشف شد.
قدر مطلق سیارک برابر ۱۹.۵ است.